# Poisson (aliment)
Pour les articles homonymes, voir Poisson (homonymie) et Poiscaille.

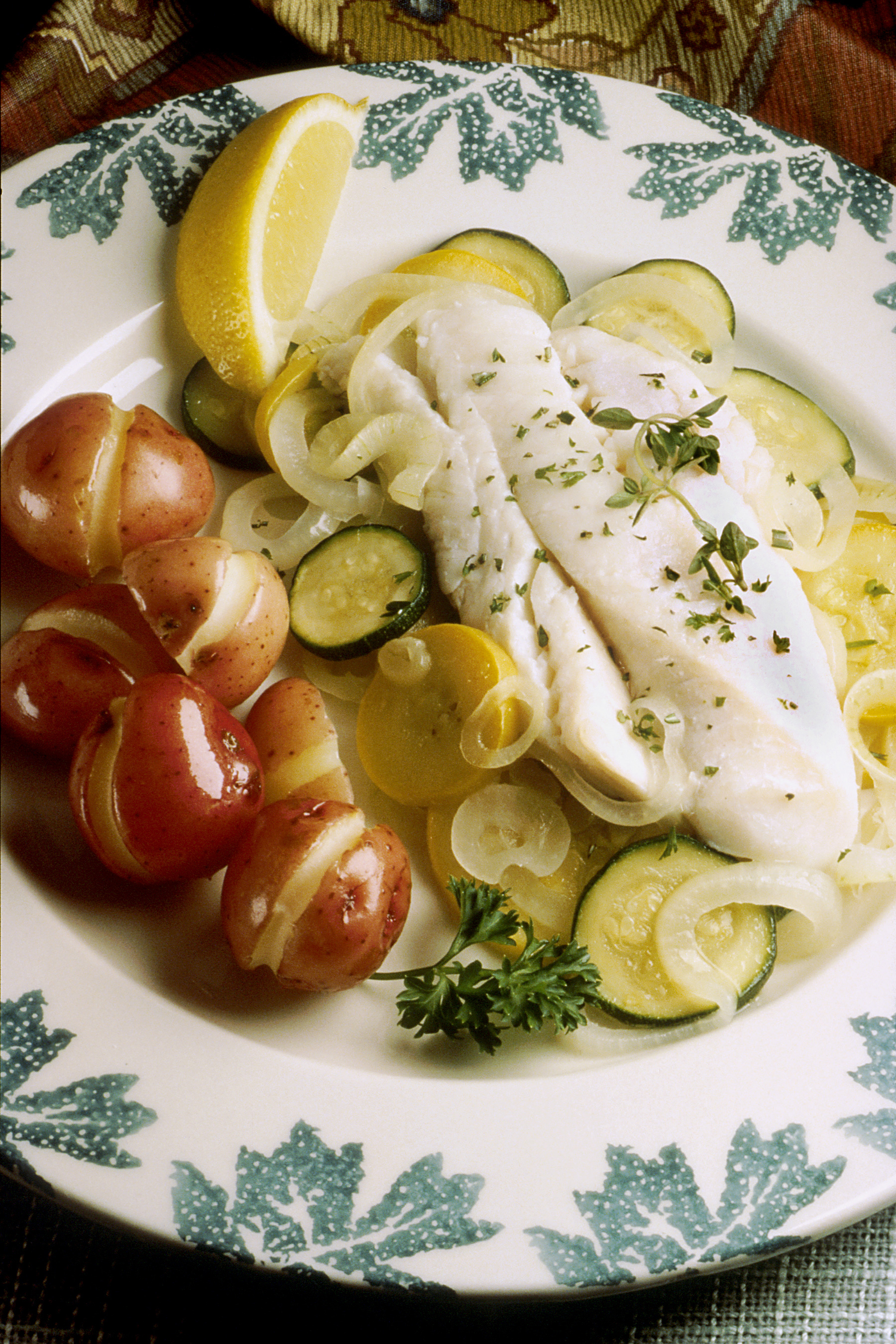
Plat de poisson assorti de légumes.

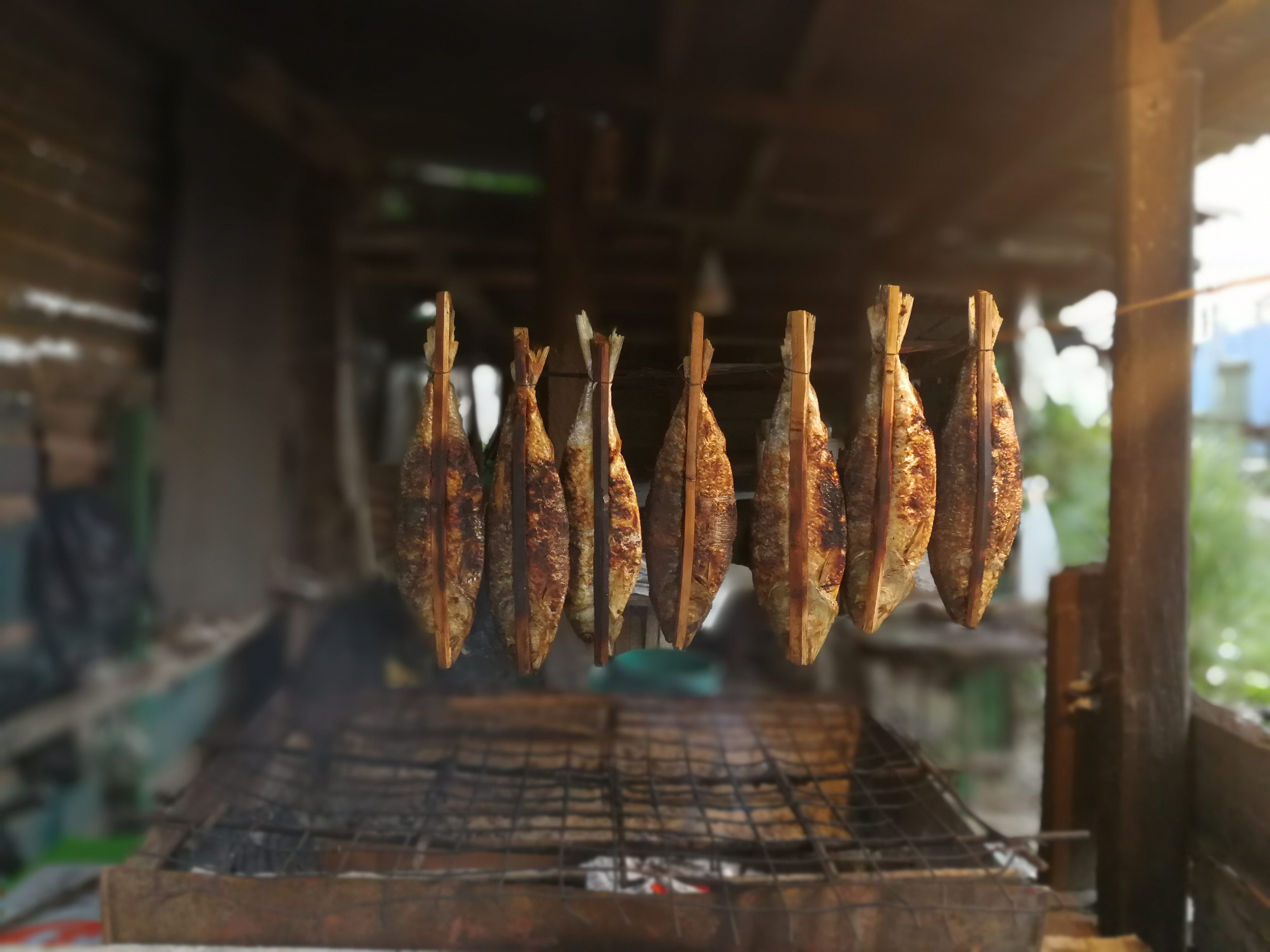
Poisson grillé

Le poisson est un aliment consommé par de nombreuses espèces animales, dont l'homme. Le mot poisson désigne donc aussi un terme de cuisine faisant référence à l'ensemble des aliments préparés à partir de poissons capturés par le biais de la pêche ou de l'élevage. Trois quarts de la surface de la Terre sont couverts d'eau et de nombreuses rivières sillonnent l'intérieur des terres, ce qui fait que le poisson a fini par constituer, depuis la nuit des temps, une partie importante du régime alimentaire des humains dans presque tous les pays du monde.
Le présent article porte sur l'acception alimentaire, culinaire ou gastronomique du mot poisson et par conséquent les poissons ne seront ici traités que sous leur aspect comestible. Cette acception inclut aussi la définition du produit même de la pêche ou de l'élevage, même s'il s'agit de poisson non encore cuisiné ou non encore préparé pour une consommation immédiate.

## Approche linguistique

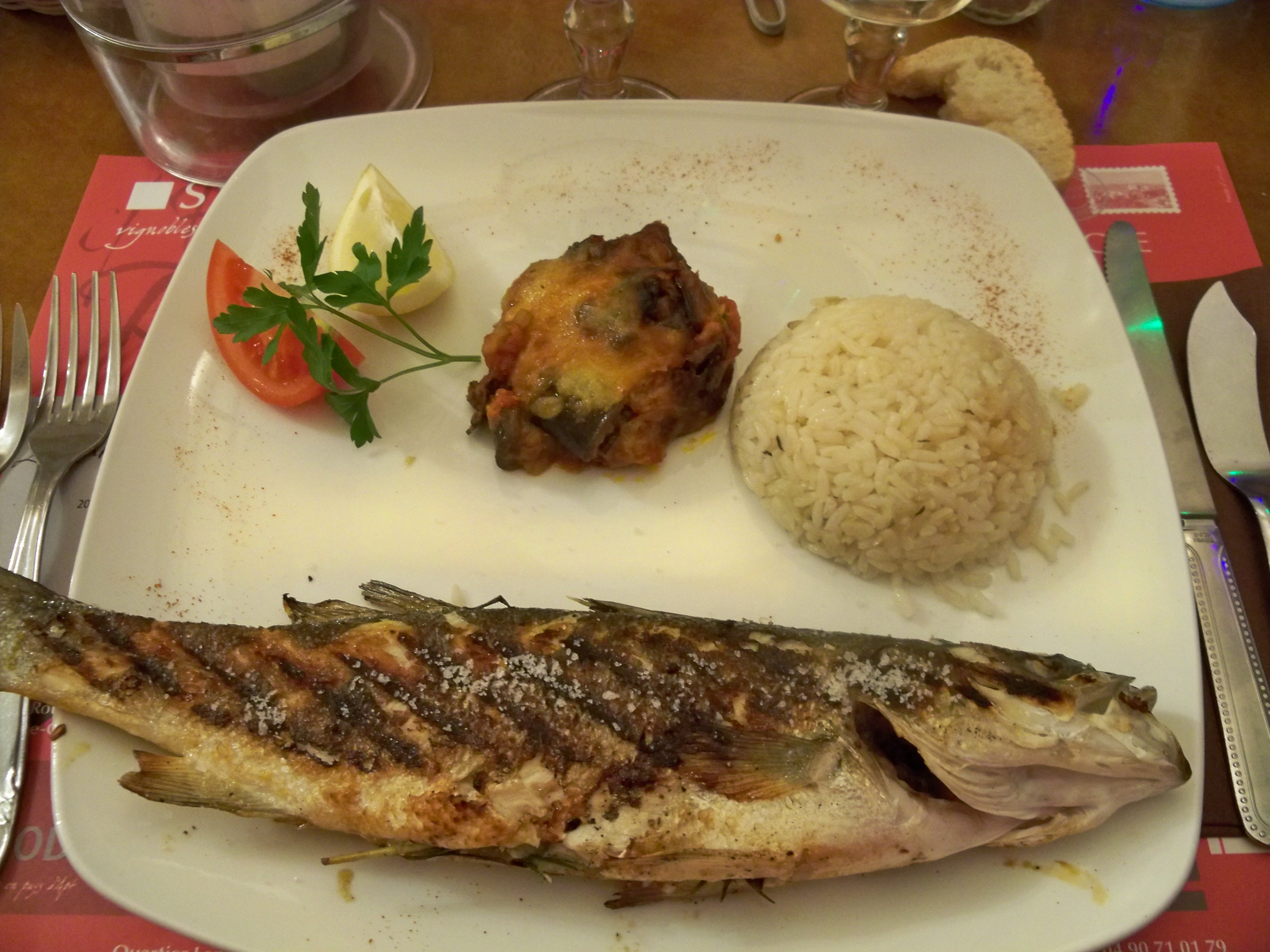
Loup (bar) grillé

Certaines cultures humaines ont développé dans leurs langues respectives des mots différents pour distinguer l'acception qui fait référence au poisson en tant qu'aliment. Ainsi dans les pays de langue espagnole se come carne (« on mange de la viande ») ou bien se come pescado (« on mange du poisson ») mais dans la mer ou dans les aquariums les hispanophones n'y voient que des peces (« des poissons »). Les langues française et anglaise, par contre, n'ont pas évolué selon ce modèle et n'ont qu'un seul mot pour désigner les poissons vivants dans les mers et rivières ainsi que ceux qui se retrouvent au menu des humains. Le français a tout de même la particularité de pouvoir appliquer, par métonymie et au singulier, le cas partitif pour distinguer l'acception alimentaire du mot. Par exemple un francophone qui sortirait de la visite d'un aquarium dirait j'ai vu UN poisson ou j'ai vu DES poissons alors qu'en sortant d'un restaurant il dira plutôt j'ai mangé DU poisson (usage du cas partitif). Le mot familier poiscaille fait aussi référence à cette acception de poisson qui a été pêché et qui n'est plus vivant, du moins selon son sens primitif.

## Consommation animale
Un être vivant se nourrissant exclusivement de poissons se dit « piscivore ». L'immense majorité des êtres vivants piscivores sont des animaux car même s'il existe des plantes carnivores capables de digérer un poisson de taille très réduite il n'est pas sûr qu'elles puissent en capturer un par elles-mêmes.

## Consommation humaine

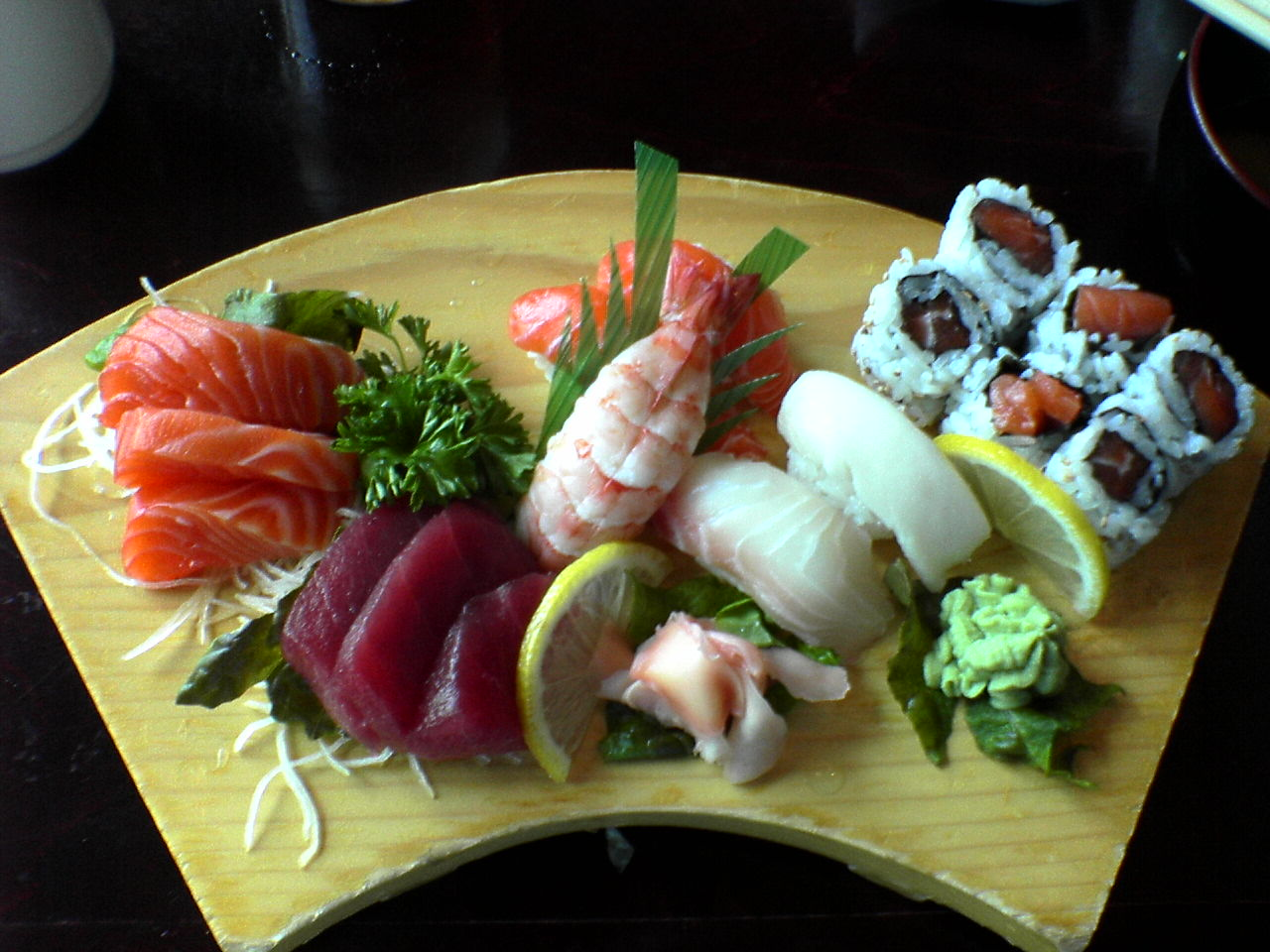
Sushi

Quasiment toutes les cultures du monde sont riches en recettes et méthodes de préparation ou de conservation du poisson. Dans certains pays le poisson est consommé cru comme en Scandinavie ou au Japon, il est consommé fumé comme en Russie, ou encore une fois en Scandinavie. Il est frit dans de l'huile d'olive, comme dans de nombreux pays du bassin méditerranéen, ou bouilli, cuit à la vapeur, en papillotes ou cuisiné d'innombrables autres façons dans les pays du monde entier. Les œufs de poisson sont aussi souvent consommés, notamment ceux de l'esturgeon (le caviar), de la lump ou du saumon. La morue est consommée salée en Espagne et au Portugal, et l'huile de foie de requin ou de foie de morue est traditionnellement extraite de ces poissons en Irlande et dans le nord de l'Europe.

## Anthropologie, histoire et symbolique

L'ichtus, le poisson comme symbole chrétien.

Depuis quelques décennies, une histoire du poisson en tant qu'aliment humain ou animalier est apparue, dans la continuité mais aussi de manière différente des travaux antérieurs (biologie, zoologie, gestion halieutique…) comme ceux de Duhamel du Monceau. Mais aussi et surtout à l'aide de disciplines et de courants plus récents : anthropologie historique, histoire quantitative, ethnologie, archéologie, biologie historique, sociologie des sciences et des techniques, sociologie de l'alimentation, linguistique… Quelques ouvrages et de nombreux articles universitaires existent et sont consultables dans les bibliothèques spécialisées et à la BnF. Ce thème paraît encore aujourd'hui peu exploré par les sciences sociales et humaines par rapport à la place et les enjeux que le poisson et les produits de la mer ont dans le quotidien et la vie sociale, économique de beaucoup d' êtres humains sur terre/mer. Un colloque sur ce thème a même eu lieu sur l'île de Tatihou au large de la Normandie. Il regroupe des chercheurs de disciplines, de pays, de régions et de périodes différentes. Il y a par exemple un article sur la place et le rôle qu'occupaient le poisson et les crustacés à la table de Louis XV, lors de soupers fins avec la marquise de Pompadour, à l'origine de la naissance du luxe contemporain. Le poisson est ici abordé par le chercheur (Julien Lefour) sous l'angle de la culture matérielle, de l'histoire de l'alimentation, de la cuisine et de la gastronomie, avec quelques recettes du XVIIIe siècle. On y apprend que le poisson y est déjà un symbole ambigu et contradictoire de pureté, de sacré, de miséricorde et pénitence, mais aussi de fête, de plaisir, de luxe et de volupté.
Le poisson comme les produits de la mer ont depuis des millénaires une place très importante dans les régions et les cultures marquées par de fortes activités maritimes et fluviales. Du Nord au Sud, d'Est en Ouest, les zones côtières - et dans une moindre mesure fluviales, à cause d'un impact plus fort des activités humaines - sont des espaces où les poissons font l'objet de fortes activités sociales, culturelles, économiques. Quelques pays aussi différents que le Japon, la Suède, le Danemark, les Pays-Bas, le Portugal, le Chili ont vu leur histoire et leur culture profondément marquées par la place des ressources halieutiques dans leur économie et dans leur alimentation. Les grands fleuves comme le Mississippi, le Colorado, le Nil, le Niger, le fleuve Jaune, le fleuve Amour, le Danube, le Dniepr, la Volga, la Léna, ou plus proche de la France - la Garonne, la Loire, la Seine, le Rhône, le Rhin - fournissent des poissons à l'origine de plats quotidiens, festifs, anciens ou de traditions plus récentes, ancrés dans des pratiques et des représentations sociales. Depuis les années 1960, les différentes formes de pollution, comme la surpêche menacent dans un avenir proche les écosystèmes et les sources d'approvisionnement, compromettant sérieusement la diversité de l'alimentation et de la cuisine. En 2012, il n'existe pas d'encyclopédie récente en français uniquement consacrée aux poissons comme aliment et ressource naturelle, alors qu'il existe dans d'autres pays (Japon, États-Unis, Canada…) des recueils d'articles scientifiques de plus en plus précis et exhaustifs.

## Pêche et élevage

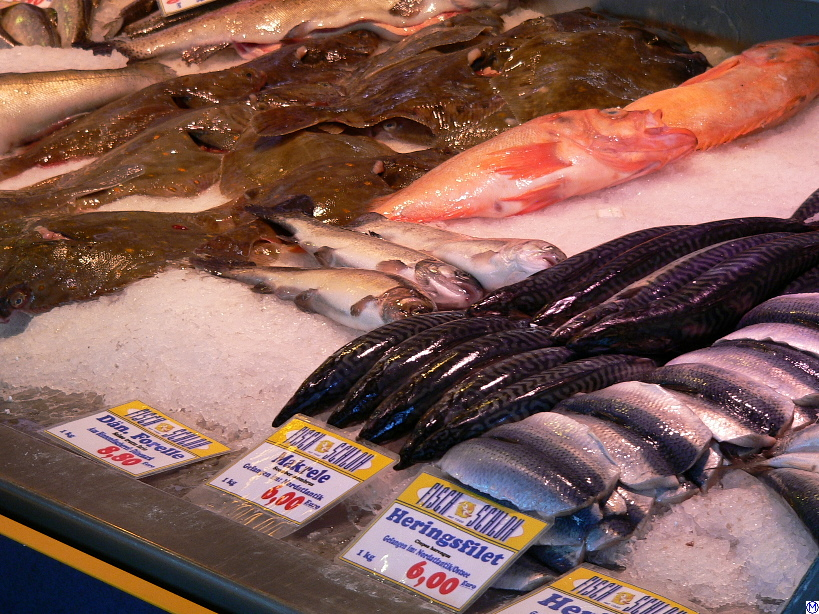
Poissons sur un étal de poissonnier, en Allemagne.

## Conservation et transport

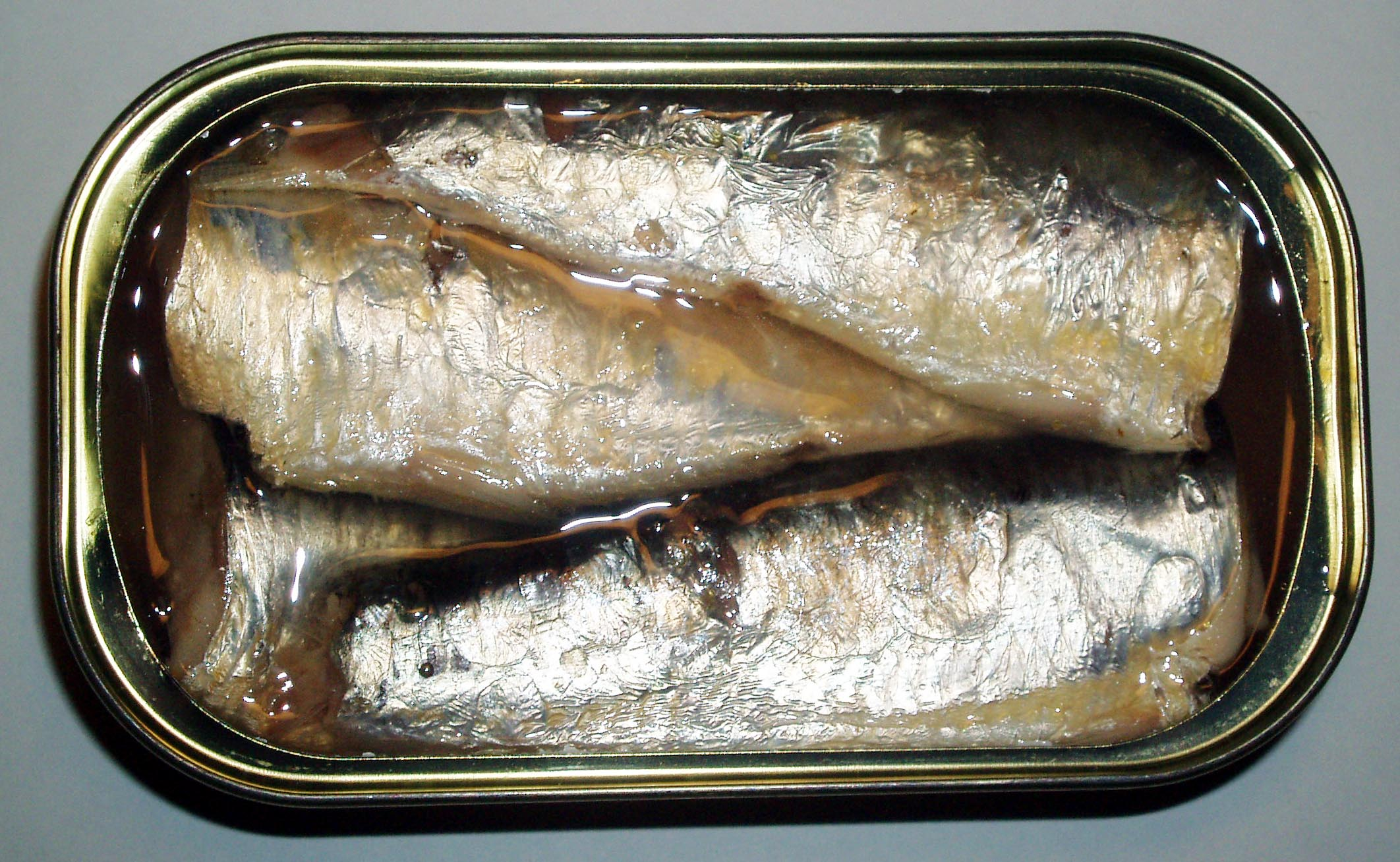
Sardines en boîte de conserve

Le poisson a depuis longtemps été séché, salé, fumé ou congelé dans des trous au sol (dans les latitudes les plus nordiques) pour être conservé. Au XVIIIe siècle, on trouve dans les halles aux poissons des poissons vivants : pêchés artisanalement, ils sont placés dans des baquets d'eau et transportés par des bateaux sur des cours d'eau remontant jusqu'aux principales villes.
De nos jours, de nombreux bateaux de pêche sont déjà équipés de chambres frigorifiques pour réfrigérer le poisson et l'amener aux ports, avant d'être livré à la criée. Les équipages de certains de ces navires éviscèrent même les plus grosses prises avant de les réfrigérer. La chaîne du froid devant être respectée jusqu'à l'arrivée du poisson sur les étals des marchés et des poissonneries, chaque étape du transport (par bateau et ensuite, le plus souvent, par camion) doit inclure ses propres chambres frigorifiques.

## Le poisson et la santé
En moyenne, on trouve 20 % de protéines, et entre 0,5 % à 0,15 % de lipides. Le poisson est connu pour être riche en phosphore. Les viscères de certains poissons, notamment le foie, sont riches en vitamines.
Certains poissons sauvages ou d'élevage, d'eau douce ou de mer peuvent aussi bioaccumuler des contaminants ou polluants dans leur environnement, à partir de l'eau ou de leur nourriture. Les poissons gras accumulent notamment divers pesticides, organochlorés (dont dioxines, PCB, Furanes). Les poissons du sommet de la chaine alimentaire (Thon, Espadon, Marlin...) sont presque toujours plus contaminés par ces polluants et/ou des métaux ou métalloïdes, dont le mercure (sous forme de méthylmercure). Selon les cas les polluants sont concentrés dans les branchies, le foie, les reins ou la chair (c'est le cas du méthylmercure). La plupart des pays riches et les pays européens effectuent périodiquement des analyses sur un certain nombre d'échantillons afin notamment de pouvoir suivre la dose moyenne de certains contaminants à laquelle est exposé un consommateur moyen,.